# Chihiro Yonekura
Chihiro Yonekura (米倉 千尋 Yonekura Chihiro?,  Yokohama, Prefectura de Kanagawa, 19 de agosto de 1972) es una cantante y compositora japonesa. En 2003, Yonekura formó el grupo musical r.o.r/s junto a Masami Okui, pero se separaron poco después ese mismo año.

## Biografía
Mientras Yonekura asistía a la universidad, envió varias cintas de demostración a compañías de grabación. Recibió la oportunidad de hacer el tema de apertura "Arashi no Nakade Kagayaite" para el anime Mobile Suit Gundam: The 08th MS Team, así como también el tema de cierre, "10 Years After". Debutó con un sencillo que incluía dos canciones y fue un éxito. Ese mismo año, lanzó otros tres sencillos y un álbum. Yonekura ganó rápidamente una extensa base de fanáticos, y numerosas series usaron sus canciones como temas de apertura y cierre. Para celebrar su éxito, publicó en 2005 un álbum titulado Cheers.

## Discografía

### Sencillos
| - 2014-01-01 Yakusoku no Hi (Fairy Tail opening 14) - 2007-03-14: Lion no Tsubasa - 2006-06-21: Aozora to Kimi e - 2006-01-12: ALIVE (image song de Senkaiden Hōshin Engi) - 2005-11-23: Will / Friends / Hi no Ataru Basho - 2005-07-06: Eien no Hana - 2005-02-23: Boku no Speed de - 2004-01-15: Hoshi ni Naru made - 2003-07-24: Yakusoku no Basho e (Kaleido Star opening 2) - 2003-01-22: Omoide ga Ippai - 2002-09-25: Bridge - 2002-08-22: Natsu no Owari no Hanabi - 2002-01-30: Hidamari o Tsurete - 2001-10-31: Butterfly Kiss (Rave Master - 1.er opening) - 2001-07-25: Little Soldier (Image song Jikkyō Powerful Pro Yakyū 8) | - 2000-08-23: Hi no Ataru Basho / c/w WILL (versión acústica) - 2000-07-26: Return to myself - 2000-02-02: Just Fly Away - 1999-09-16: FEEL ME - 1999-08-25: WILL - 1999-01-08: Birth of light - 1998-07-23: Eien no Tobira - 1998-02-04: Strawberry Fields - 1997-05-21: Yukai na Kodou - 1997-02-21: Mirai no Futari ni - 1996-12-05: Yakusoku - 1996-10-23: Orangeiro no Kiss o Ageyou - 1996-06-21: Believe ~anata dake utsushitai~ - 1996-01-24: Arashi no Naka de Kagayaite |

### Álbumes
- 2007-04-25: Kaleidoscope
- 2006-02-08: Fairwings
- 2005-02-23: Cheers
- 2004-05-26: BEST OF CHIHIROX
- 2004-02-26: azure
- 2003-02-26: Spring ~start on a journey~
- 2002-03-13: jam
- 2001-02-21: Little Voice
- 2000-20-25: apples
- 1999-11-03: Colours
- 1998-08-21: always
- 1997-06-21: Transistor Glamour
- 1996-07-05: Believe

### Otros
- Mobile Suit Gundam: The 08th MS Team OST 1
- Mobile Suit Gundam: The 08th MS Team OST 2, Miller's Report